# 굿모닝 프레지던트
《굿모닝 프레지던트》는 대한민국의 영화이다. 장진이 감독·각본을 맡았다. 제14회 부산국제영화제 개막작으로 선정되어 2009년 10월 8일에 상영됐고, 10월 22일에 정식 개봉했다.

## 줄거리
로또 당첨금 244억 앞에 속앓이 하는 임기 말년의 대통령 김정호

퇴임을 딱 6개월 앞 둔 임기 말년의 대통령 김정호(이순재). 가정과 자신의 인생을 보살필 여유 없이 대한민국 국민대통합의 신념을 위해 싸워온 대쪽 같은 정치 원로. 민주화 투쟁에 젊은 시절을 바친 탓에 그 흔한 골프채 한 번 쥐어 보지 못한 그의 유일한 취미는 TV 일일 드라마 시청과 가끔 찾는 소주 한 잔뿐이다. 그러던 어느 날 우연히 참석한 행사에서 응모한 로또가 1등에 당첨, 244억 대박의 주인공이 된다. 그러나 기쁨도 잠시 행사장에서 “당첨되면 모두 기부”라는 국민들과의 약속을 떠올리는데…안면몰수하고 그 돈으로 편안한 노후를 보장받을 것인가, 한 번 뱉은 말을 지킬 것인가, 지급기한은 점점 다가오고 하루에도 수백 번 천국과 지옥을 오가며 속앓이를 한다.

강렬한 카리스마, 그러나 첫사랑 앞에선 한없이 소심한 꽃미남 싱글 대통령 차지욱

대한민국 헌정상 유례 없이 잘생긴 외모, 최연소 야당 총재에 이어 최연소 대통령 당선까지 기록을 달고 다니는 차지욱(장동건)은 다섯 살 난 아들을 데리고 청와대에 입성한 싱글 대통령. 임기 초기와 달리 하강 곡선을 그리는 지지율 탓에 보좌관들은 애가 타지만 눈치 보지 않고 할 말 다 하는 그의 외교 스타일은 한반도를 둘러싼 일촉즉발의 긴장 속에서도 물러설 기색이 없다. 이렇듯 정치에는 강성이지만 어린 시절부터 짝사랑하던 정호(이순재)의 딸, 이연(한채영) 앞에서는 말 한 마디 제대로 건네지 못하는 연애에는 한 없이 약한 남자. 이래 저래 마음이 심란한 지욱은 행사장에서 괴청년의 갑작스런 공격을 받게 되고, 청와대 밖이 대통령 경호 실패로 시끄러운 가운데 청와대 안은 괴청년의 당혹스런 요구로 고민에 휩싸인다.

서민남편의 대책 없는 내조로 이혼위기에 처한 대한민국 최초 여자대통령 한경자

김정호(이순재) 정권 시절 법무부 장관, 차지욱(장동건) 정권 시절 야당 당대표를 역임한 한경자(고두심)는 건국 이래 최초의 여성 대통령으로 당선! 부드러운 카리스마를 바탕으로 완벽한 청와대 라이프를 꿈꾼다. 그러나 갖가지 일정들로 빡빡한 청와대 라이프가 갑갑하기만 한 서민 남편 창면(임하룡)은 청와대에 적응하지 못하고 갖가지 문제를 일으키며 경자를 대통령 재임 중 이혼이라는 사상 초유의 위기에 빠뜨리는데…

## 캐스팅
- 이순재 : 김정호 역
- 장동건 : 차지욱 역
- 고두심 : 한경자 역
- 임하룡 : 최창면 역 - 한경자의 남편
- 한채영 : 김이연 역 - 김정호의 딸
- 이문수 : 대통령 전문 요리사, 장기수 역
- 주진모 : 경호실장 역
- 김광현 : 경호차장 역
- 전양자 : 부인 역 - 김정호의 아내
- 정규수 : 정호비서실장 역
- 이철민 : 정호참모1 (임철진) 역
- 유민석 : 정호참모2 역
- 이해영 : 비서실장, 문영철 역
- 허정규 : 지욱참모1 역
- 장영남 : 지욱참모2(장현영) 역
- 공호석 : 경자참모1 역
- 김원해 : 경자참모2 역
- 김재건 : 경자참모3 역
- 민지환 : 이민재 역
- 민준호 : 미미남자 역
- 배성일 : 복권진행자 역
- 이재용 : 방송 사회자 역
- 김지영 : 정호 여당 패널 역
- 김현동 : 청와대 대변인 1 역
- 김찬이 : 현장 기자 역
- 김옥현 : 정호 주치의 역
- 이은영 : 은행 직원 역
- 오상명 : 은행 지점장 역
- 장용복 : 정호 참모들 역
- 이동인 : 정호 참모들 역
- 김인우 : 일본 대사 역
- 마틴 로드 케이스 : 미대통령 역
- 이상훈 : 차지욱의 수석 역
- 김일웅 : 소령 역
- 박팔영 : 국정원장 역
- 김대령 : 차명수 역 - 지욱의 아버지
- 장차인 : 차이안 1 역
- 성지훈 : 차이안 2 역
- 박희건 : 어린 지욱 역
- 송영규 : 지욱 의사 역
- 임형태 : 청년 아버지 역
- 고금석 : 장성 역
- 김지경 : 일본 통역 역
- 강지연 : 한국 통역 역
- 장유주 : 영어 통역 역
- 이수민 : 백악관 통역 비서관 역
- 유영복 : 지욱당 대변인 1 역
- 한동학 : 군 대변인 역
- 채병찬 : 남자 대학생 역
- 강진아 : 여자 대학생 역
- 서동관 : 지욱 참모들 역
- 전병덕 : 지욱 참모들 역
- 송기관 : 지욱 참모들 역
- 박준서 : 창면 수행원 역
- 전국환 : 의원 1 역
- 조덕현 : 최 의원 역
- 문용철 : 관계부처장 역
- 유태균 : 여당 대표 역
- 김용숙 : 사무총장 역
- 이용이 : 노모 역
- 주예린 : 한경자 대통령 딸 역
- 이지용 : 한경자 대통령 사위 역
- 홍현철 : 친구 1 역
- 오윤복 : 친구 2 역
- 김재호 : 친구 3 역
- 유동현 : 친구 4 역
- 이대승 : 친구 5 역
- 한을희 : 조리사 역
- 최지나 : 왈츠 선생 역
- 승효빈 : 경자 여비서 역
- 최헌수 : 청와대 대변인 2 역
- 강진아 : 여자 대학생 역
- 이은채 : (김정호 대통령) 은행직원 역
- 이한위 : 의원 2 역 (특별출연)
- 공형진 : 퀵서비스 직원 역 (특별출연)
- 류승룡 : 북한 밀사 역 (특별출연)
- 박해일 : 괴청년 역 (특별출연)
- 정유미 : 미미 역 (특별출연)